# 平井半次郎
平井 半次郎（ひらい はんじろう、2002年12月13日 - ）は、ジャパンラグビーリーグワンのトヨタヴェルブリッツに所属するラグビーユニオン選手。

## 略歴
5歳から鹿児島ジュニアRFCでラグビーを始めた。
奈良県立御所実業高等学校では主にロックとして出場し、2年時に第99回全国高等学校ラグビーフットボール大会（花園）で準優勝となる。高3時の花園ではベスト8となった。
帝京大学に入って、2年時から左プロップに転向した。
2023年の関東大学春季大会に4試合に出場し、第11回関東大学オールスターゲームにも出場を果たした。4年時には、関東ラグビーフットボール協会100周年記念大会に東軍代表としてプレーした。2025年1月13日、全国大学ラグビーフットボール選手権大会で4連覇を果たした。
2025年1月17日、ジャパンラグビーリーグワンのトヨタヴェルブリッツへの入団を発表した。同年3月、帝京大学卒業。